# Еберхард II фон Хенгенбах
Еберхард II фон Хенгенбах (на немски: Eberhard II von Hengebach; † сл. 1217/1218) е господар на замък Хенгенбах в Хаймбах в Айфел в Северен Рейн-Вестфалия и фогт на Хофен (днес част от Цюлпих). Той създава линията Юлих-Хаймбах.

## Произход и наследство
Той е син на Валтер фон Хаймбах, фогт на Св. Мартин в Кьолн († сл. 1172), и втората му съпруга. Внук е на Херман фон Хаймбах/Хенгебах († сл. 1147), фогт на Св. Мартин в Кьолн и Фусених, и съпругата му Петриса († сл. 1147). По-малък полубрат е на Валтер II фон Хаймбах († пр. 1172).
Еберхард II се жени ок. 1170 г. за Юдит (Юта) фон Юлих († сл. 1190/1218), наследничка на Юлих, дъщеря на граф Вилхелм I († 1176). Юдит наследява полубрат си Вилхелм II Велики фон Юлих († 1207).
При внук му Вилхелм IV териториите на Юлих и Хенгенбах се обединяват.

## Деца
Еберхард II фон Хенгенбах и Юдит (Юта) фон Юлих имат децата:
- Вилхелм III фон Хенгенбах († 1218 при Дамиета), граф на Юлих (1207 – 1218), женен за Матилда фон Лимбург († сл. 1234), дъщеря на херцог Валрам IV фон Лимбург
- Херман фон Хенгенбах, свещеник в Кьолн
- Дитрих фон Хенгенбах († 1218/1 февруари 1219), женен за Мехтилд
- Еберхард III фон Хенгенбах († 1237), фогт на Цюлпих, женен за Елизабет фон Хохщаден († 1253), дъщеря на граф Лотар I фон Аре-Хохщаден († 1222) и Матилда фон Вианден († 1241/1253). Те имат дъщеря:
  - Маргарета фон Хенгенбах (* ок. 1218, † между 22 октомври 1291 и 12 февруари 1299), омъжена I. 1240 г. за граф Симон I фон Спонхайм († 8 април 1264), II. 1265 г. за граф Емих IV († 1276/1278)
- Арнолд фон Хенгенбах, свещеник в Трир
- Юта фон Хенгенбах († 1252), омъжена за Герхард IV фон Бланкенхайм († сл. 1248)
- Удалхилд/Отеленда фон Хенгенбах († сл. 1222), омъжена за I. за граф Хайнрих IV фон Кесел († сл. 1219), II. за Бертолд III 'Млади' фон Бюрен († сл. 1276)
- Алхайдис/Алайдис фон Хенгенбах († 1233/1250), омъжена за Арнолд IV фон Дист († сл. 1230), син на Арнолд III ван Дист († сл. 1193) и Клеменция ван Весемаеле